# Poecilmitis plutus
Poecilmitis plutus är en fjärilsart som beskrevs av Terence Dale Pennington 1967. Poecilmitis plutus ingår i släktet Poecilmitis och familjen juvelvingar. Inga underarter finns listade i Catalogue of Life.